# Frazer McLaren
Frazer William Down McLaren, född 29 oktober 1987, är en kanadensisk professionell ishockeyspelare som tillhör NHL-organisationen San Jose Sharks och spelar för deras primära samarbetspartner San Jose Barracuda i American Hockey League (AHL). Han har tidigare spelat på NHL-nivå för Toronto Maple Leafs och på lägre nivåer för Worcester Sharks och Toronto Marlies i AHL och Portland Winter Hawks och Moose Jaw Warriors i Western Hockey League (WHL).
McLaren draftades i sjunde rundan i 2007 års draft av San Jose Sharks som 203:e spelare totalt.

## Statistik
| 2002–2003  | Kelvin High           | WHSHL      | 56  | 27 | 24 | 51  | 136 | —  | — | — | — | —   |
| 2003–2004  | Portland Winter Hawks | WHL        | 50  | 0  | 3  | 3   | 44  | 1  | 0 | 0 | 0 | 0   |
| 2004–2005  | Portland Winter Hawks | WHL        | 71  | 6  | 5  | 11  | 124 | 7  | 0 | 0 | 0 | 10  |
| 2005–2006  | Portland Winter Hawks | WHL        | 70  | 12 | 6  | 18  | 194 | 12 | 0 | 2 | 2 | 27  |
| 2006–2007  | Portland Winter Hawks | WHL        | 61  | 19 | 12 | 31  | 186 | —  | — | — | — | —   |
| 2007–2008  | Portland Winter Hawks | WHL        | 18  | 4  | 3  | 7   | 45  | —  | — | — | — | —   |
|            | Moose Jaw Warriors    | WHL        | 48  | 15 | 18 | 33  | 119 | 6  | 1 | 1 | 2 | 8   |
|            | Worcester Sharks      | AHL        | 4   | 0  | 1  | 1   | 17  | —  | — | — | — | —   |
| 2008–2009  | Worcester Sharks      | AHL        | 75  | 7  | 1  | 8   | 181 | 12 | 1 | 4 | 5 | 50  |
| 2009–2010  | San Jose Sharks       | NHL        | 23  | 1  | 5  | 6   | 54  | —  | — | — | — | —   |
|            | Worcester Sharks      | AHL        | 52  | 4  | 11 | 15  | 148 | 11 | 0 | 0 | 0 | 37  |
| 2010–2011  | San Jose Sharks       | NHL        | 9   | 0  | 0  | 0   | 22  | —  | — | — | — | —   |
|            | Worcester Sharks      | AHL        | 40  | 2  | 2  | 4   | 71  | —  | — | — | — | —   |
| 2011–2012  | San Jose Sharks       | NHL        | 7   | 0  | 0  | 0   | 9   | —  | — | — | — | —   |
|            | Worcester Sharks      | AHL        | 20  | 0  | 1  | 1   | 73  | —  | — | — | — | —   |
| 2012–2013  | San Jose Sharks       | NHL        | 1   | 0  | 0  | 0   | 0   | —  | — | — | — | —   |
|            | Worcester Sharks      | AHL        | 26  | 0  | 1  | 1   | 87  | —  | — | — | — | —   |
|            | Toronto Maple Leafs   | NHL        | 35  | 3  | 2  | 5   | 102 | 1  | 0 | 0 | 0 | 2   |
| 2013–2014  | Toronto Maple Leafs   | NHL        | 27  | 0  | 0  | 0   | 77  | —  | — | — | — | —   |
|            | Toronto Marlies       | AHL        | 6   | 0  | 0  | 0   | 39  | 7  | 1 | 1 | 2 | 16  |
| 2014–2015  | Toronto Marlies       | AHL        | 22  | 0  | 1  | 1   | 62  | —  | — | — | — | —   |
| NHL totalt | NHL totalt            | NHL totalt | 102 | 4  | 7  | 11  | 264 | 1  | 0 | 0 | 0 | 2   |
| AHL totalt | AHL totalt            | AHL totalt | 245 | 13 | 18 | 31  | 678 | 30 | 2 | 5 | 7 | 103 |
| WHL totalt | WHL totalt            | WHL totalt | 318 | 56 | 47 | 103 | 712 | 26 | 1 | 3 | 4 | 45  |